# Вусач-рамнузій
Дупляник (лат. Rhamnusium, Latreille in Cuvier, 1829) — рід жуків з родини Скрипунових. 
В Україна поширеним є один вид: 
- Дупляник двоколірний (Rhamnusium bicolor Schrank, 1781)